# LWS (constructeur aéronautique)
LWS - Lubelska Wytwórnia Samolotów en français : « Usine de construction aéronautique de Lublin » était un constructeur aéronautique polonais, créé en 1936 à partir des travaux de Plage i Laśkiewicz qui produit des avions entre 1936 et 1939.

## Histoire
La LWS a été créée à partir de l'usine nationalisée Plage i Laśkiewicz, le premier avionneur polonais. En raison des plans des autorités polonaises de l'aviation militaire, dirigées par Ludomił Rayski, de rassembler toute l'industrie aéronautique entre les mains de l'État, les usines Plage & Laśkiewicz ont été contraintes de faire faillite à la fin de 1935. Puis, ils furent nationalisés sous le nom de LWS en février 1936 . Alors qu'elle appartenait officiellement au constructeur aéronautique d'État PWS, elle était en fait subordonnée à la PZL. À partir de l'automne 1937, le directeur technique devint Ryszard Bartel et le dessinateur principal Jerzy Teisseyre.
Les premiers avions LWS étaient des développés par Plage & Laśkiewicz. 18 avions de liaison et observation Lublin R-XIIIF dont la fabrication n'était pas terminée ont été achevés en 1936 et achetés par l'armée de l'air polonaise (leur qualité était le prétexte pour forcer la faillite de Plage & Laśkiewicz), et la prochaine série de 32 avions a été construite pour l'armée de l'air polonaise en 1938. L'usine a également poursuivi les travaux sur un prototype d'hydravion bombardier torpilleur bimoteur Lublin R-XX, désormais désigné LWS-1, mais il n'a pas été commandé en raison de ses faibles performances.
En 1937, un prototype d'avion ambulance léger LWS-2 de conception Ciołkosz vole pour la première fois, mais malgré son succès, il n'est pas entré en production, car l'usine était occupée par des commandes militaires.
En 1936, un nouveau développement du bombardier moyen PZL-30 de conception Ciołkosz fut remis au LWS, sous la désignation LWS-6 Żubr. Comme il était bien inférieur au PZL.37 Łoś, une production en série prévue a finalement été réduite à 15 appareils, construits en 1938. Cependant, les travaux sur sa variante modernisée se sont poursuivis jusqu'en 1939. L'usine a également proposé sa variante d'hydravion torpilleur-bombardier désignée LWS-5, mais elle n'a pas été acceptée en raison d'une faible performance et le prototype n'a pas été achevé.
De 1938 à 1939, le LWS a construit une série de 65 avions de d'observation/attaque au sol RWD-14 Czapla sous licence pour l'armée de l'air polonaise (il était parfois appelé le LWS Czapla du nom du fabricant). En 1937, il a été piloté un prototype d'un avion de reconnaissance moderne LWS-3 Mewa de sa propre conception. Une série de 200 avions a été commandée par l'armée de l'air polonaise, mais seuls quelques-uns ont été achevés juste après le déclenchement de la Seconde Guerre mondiale, et environ 30 n'étaient pas terminés en usine.
Outre la production d'avions, LWS a modifié 47 bombardiers légers Potez XXV (licence produite à Plage & Laśkiewicz et PWS) en les équipant de moteurs en étoile PZL (Bristol) Jupiter. Le LWS a également conçu le chasseur léger LWS-4 et l'avion de reconnaissance LWS-7 Mewa II, mais ils n'ont pas été construits.
Pendant la Seconde Guerre mondiale, l'ancienne usine est devenue une partie du camp de concentration de Majdanek.

## Avions

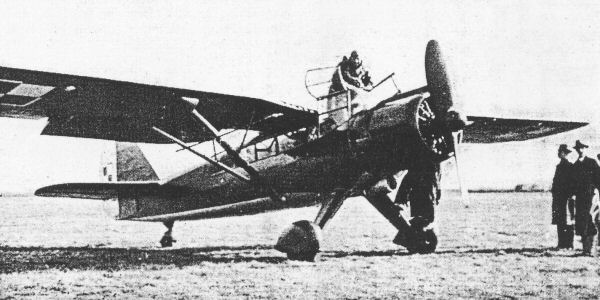
LWS-3

| Nom           | Premier vol | Nombre construit | Type                                                        |
| ------------- | ----------- | ---------------- | ----------------------------------------------------------- |
| LWS-1         | 1935        | 1                | Hydravion bombardier-torpilleur monoplan bimoteur           |
| LWS-2         | 1937        | 1                | Avion ambulance monoplan monomoteur                         |
| LWS-3 Mewa    | 1938        | 20               | Avion de liaison monoplan monomoteur                        |
| LWS-4         | N / A       | 0                | Chasseur monoplan monomoteur                                |
| LWS-5         | N / A       | 0                | Bimoteur monoplan bombardier hydravion produit sous licence |
| LWS-6 Żubr    | 1937        | 16               | Bombardier moyen bimoteur monoplan produit sous licence     |
| LWS-7 Mewa II | N / A       | 0                | Avion de liaison monoplan monomoteur                        |
| LWS Czapla    |             | 65               | Avion de liaison monoplan monomoteur construit sous licence |